# Jan Petrozolin

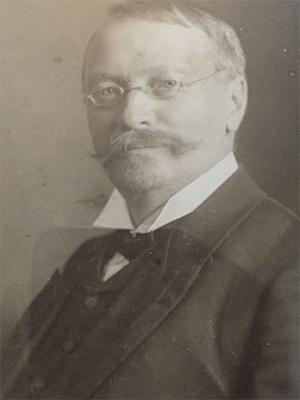
Jan Petrozolin

Jan Eliasz Petrozolin (ur. 24 czerwca 1851 w Kukowiczach - zm. 9 grudnia 1928 tamże) – polski inżynier technolog, naczelnik parowozowni i głównych warsztatów wagonowych, pierwszy zastępca służby trakcji i taboru Kolei Mikołajewskiej w Petersburgu, inżynier wagonów pociągu cesarskiego. 

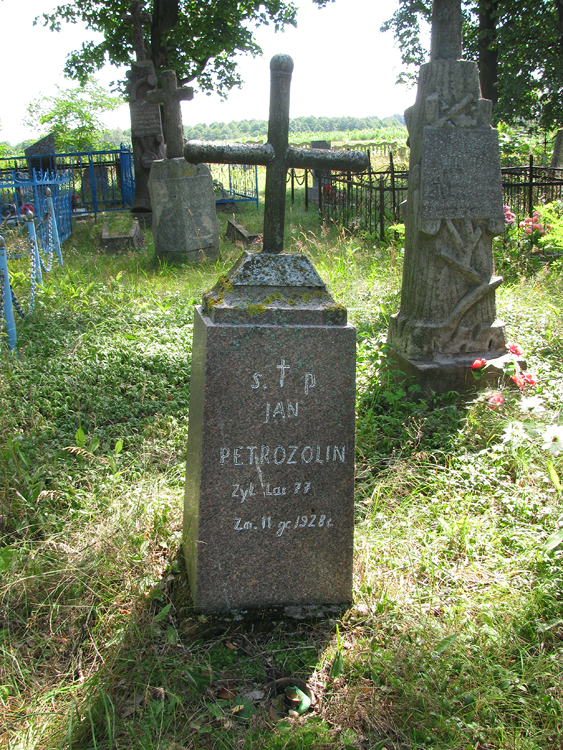
Grób Jana Petrozolina w Pleszewiczach

## Życiorys
Ukończył Wydział Mechaniczny Instytutu Technologicznego w Petersburgu (1876), uzyskując stopień technika 1 klasy (mechanika). Po zakończeniu studiów rozpoczął pracę w petersburskich Zakładach Mechanicznych i Okrętowych Ilisa i Butca. Ale już wkrótce w 1877 r. zatrudniony został na Kolei Mikołajewskiej łączącej Petersburg z Moskwą. W l. 1877-1880 pod kierunkiem amerykańskiego inżyniera służby trakcji Harrego White’a, pracował tam na stanowisku pomocnika maszynisty, a następnie maszynisty pociągów, towarowych i pasażerskich. Odbył również praktykę w Zakładach Aleksandrowskich, zajmując się projektowaniem, budową i utrzymaniem taboru kolejowego. Na koniec został zastępcą a potem naczelnikiem I Odcinka Petersburskiego tejże kolei.
W 1880 jako zdolny inżynier został naczelnikiem parowozowni i głównych warsztatów wagonowych Kolei Mikołajewskiej w Petersburgu. Do jego obowiązków należało m.in. dbanie o stan techniczny pociągu carów Aleksandra II (1818-1881) i  Aleksandra III (1845-1894). Niezależnie od tego w latach 1883-1894 kierował jako inżynier drużyną techniczną podczas podróży cara Aleksandra III po Rosji. Na tych stanowiskach przy jego znacznym udziale pociąg cesarski otrzymał nowoczesne wyposażenie techniczne: hamulce zespolone systemu Westinhouse’a oraz próżniowe Hardy’ego, oświetlenie elektryczne zasilane prądnicą i akumulatorami. Po katastrofie w pociągu carskiego pod Borkami w gub. charkowskiej 17 października 1888 Petrozolin kierował budową tymczasowego pociągu cesarskiego. W 1890 r. brał udział w elektryfikacji tymczasowego pociągu carskiego, a z jego inicjatywy zastosowano na parowozach pociągu cesarskiego elektryczne dzwonkowe urządzenie sygnalizacyjne oraz hamulce bezpieczeństwa w całym składzie. Po upaństwowieniu w 1894 Kolei Mikołajewskiej przeszedł do do służby państwowej w resorcie komunikacji i nadano mu tytuł inżyniera państwowego VIII klasy (1895). Od 1 1 października 1900 był pierwszym zastępcą służby trakcji i taboru KM, w praktyce kierował wówczas całą służbą trakcji tej kolei. Od 1902 był inżynierem państwowym I klasy. Jednym z największych osiągnięć zawodowych Petrozolina było wprowadzenie po raz pierwszy na kolejach rosyjskich panewek maźnic wagonowych wylewanych stopem, zamiast wcześniej stosowanych panewek brązowych. Po śmierci Aleksandra III (1894) do 1917 r. pełnił Petrozolin funkcję inżyniera pociągu cesarzowej wdowy Marii Fiodorowny (1847-1928). Brał też udział w pracach Komisji trakcji, warsztatów i taboru kolejowego rosyjskiego Ministerstwa Komunikacji. Był także członkiem Imperatorskiego Rosyjskiego Towarzystwa Technicznego, Towarzystwa Wspomagania Uczniów Szkoły Kolejowej KM w Bołogoje oraz Rzymskokatolickiego Towarzystwa Dobroczynności przy kościele św. Katarzyny w Petersburgu.
W 1919 po śmierci drugiej żony opuścił Petersburg i zamieszkał wraz z dziećmi w odziedziczonych Kukowiczach koło Nieświeża. Po 1921 większość majątku, cmentarz rodzinny, wieś Kukowicze i cerkiew znalazły się po stronie sowieckiej, zaś po stronie polskiej w rękach Jana pozostał dwór z ogrodem i około stu hektarów ziemi uprawnej. Gospodarował w nich do nieszczęśliwego wypadku w trakcie omłotów w 1928 w którym zginął. Był członkiem Sejmiku Nieświeskiego oraz publikował w miejscowej prasie. Sfinansował budowę małego drewnianego kościoła św. Rocha w Pleszewiczach na terenie cmentarza na którym został pochowany.
Pozostawił po sobie: Część II-gą Wspomnień o podróżach koleją przy pociągach Cesarskich, z Cesarzem Wszechrosji Aleksandrem III.

## Odznaczony
- order Św. Stanisława III klasy (1890)
- brązowy medal okolicznościowy „Na pamiątkę koronacji cara Aleksandra III”.
- order Św. Anny II klasy ( 21 marca 1915)

## Rodzina
Pochodził z rodziny ziemiańskiej wyznania ewangelicko-reformowanego, jego ojcem był właściciel Kukowicz pod Nieświeżem w gub. mińskiej Erazm Korwin-Petrozolin herbu Ślepowron a matką Agata z Woyniłłowiczów herbu Syrokomla. Jego ciotecznym bratem był członek rosyjskiej Rady Państwa Edward Woyniłłowicz (1847-1928). Pierwszy raz żonaty był od w l. 1902-1905 z Anną Chodorowską (1860-1905). Po śmierci pierwszej żony w 1906 ożenił się powtórnie z Walentyną z Kowalewskich (1877-1919). Z drugiego małżeństwa miał dzieci: inżyniera, specjalistę w dziedzinie projektowania wodociągów Wiktora (1907-1976) ożenionego z Jadwigą z Kłodkiewiczów (1908-1989) oraz córki: Irenę (1909 -1988), żonę Mariana Wiśniewskiego  (1909-1988) i Magdalenę (1910– 1982), żonę Edwarda Drozdowskiego (1900-1973).